# 宝杨路码头

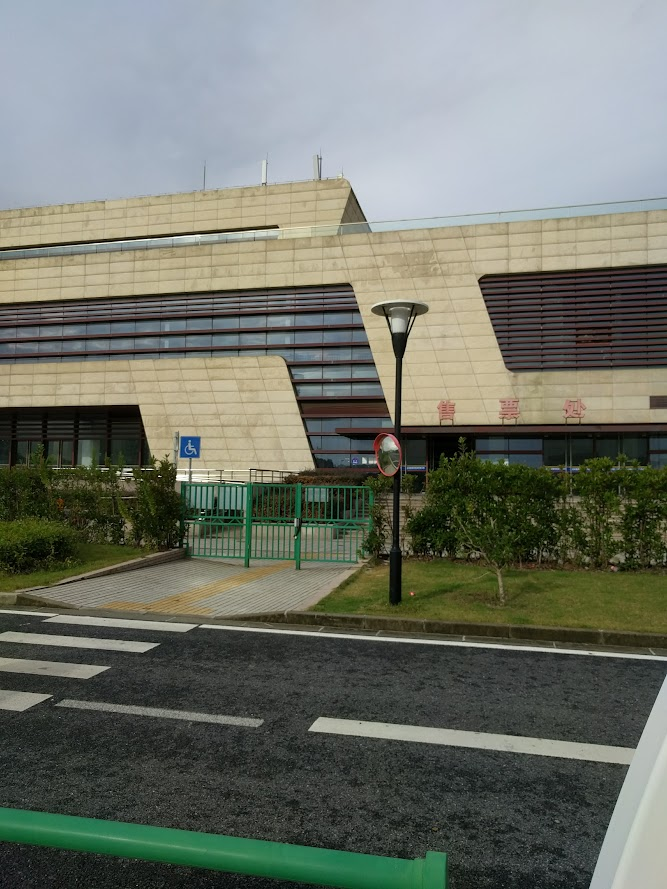
寶楊路碼頭

宝杨路码头又稱宝杨码头，是位於中華人民共和國上海市寶山區長江沿岸的一座碼頭。該碼頭的船主要發往崇明島的南门港和堡镇。宝杨路码头共有1号-5号五个轮渡口。

## 歷史
1994年，宝杨码头建成，許多原本從吴淞口码头發往崇明島的客船開始以宝杨路码头為起點。起初宝杨路码头只有2艘车客渡、2艘高速船和2艘普通客船，這些船一天可以运送1000多名市民过長江。截至2009年，宝杨码头拥有豪华高速船4艘、高速船6艘、客船2艘和车客渡5艘，日运载能力达到8000人次。 
2009年初开始，宝杨路码头開始改造，新建的客运楼建筑面积1.2万平方米，拥有800个候船座位，比改造前扩大5倍，同时新建了2个高速船泊位和2座引桥，并设置了公交、社会车辆、出租车、待渡车辆的停车场。2010年8月24日，宝杨路码头新客运站竣工投入使用。
2013年，位于宝杨码头站前广场的宝杨路码头综合客运交通枢纽建成，它西接滨江大道、南至宝杨路码头待渡道路、建筑面积达9000平方米。枢纽内建设9条公交线路首末站、23个泊位的出租车候车站、152个泊位的地下社会停车库、190个车位的非机动车停车库。